# Gasteiner Mineralwasser

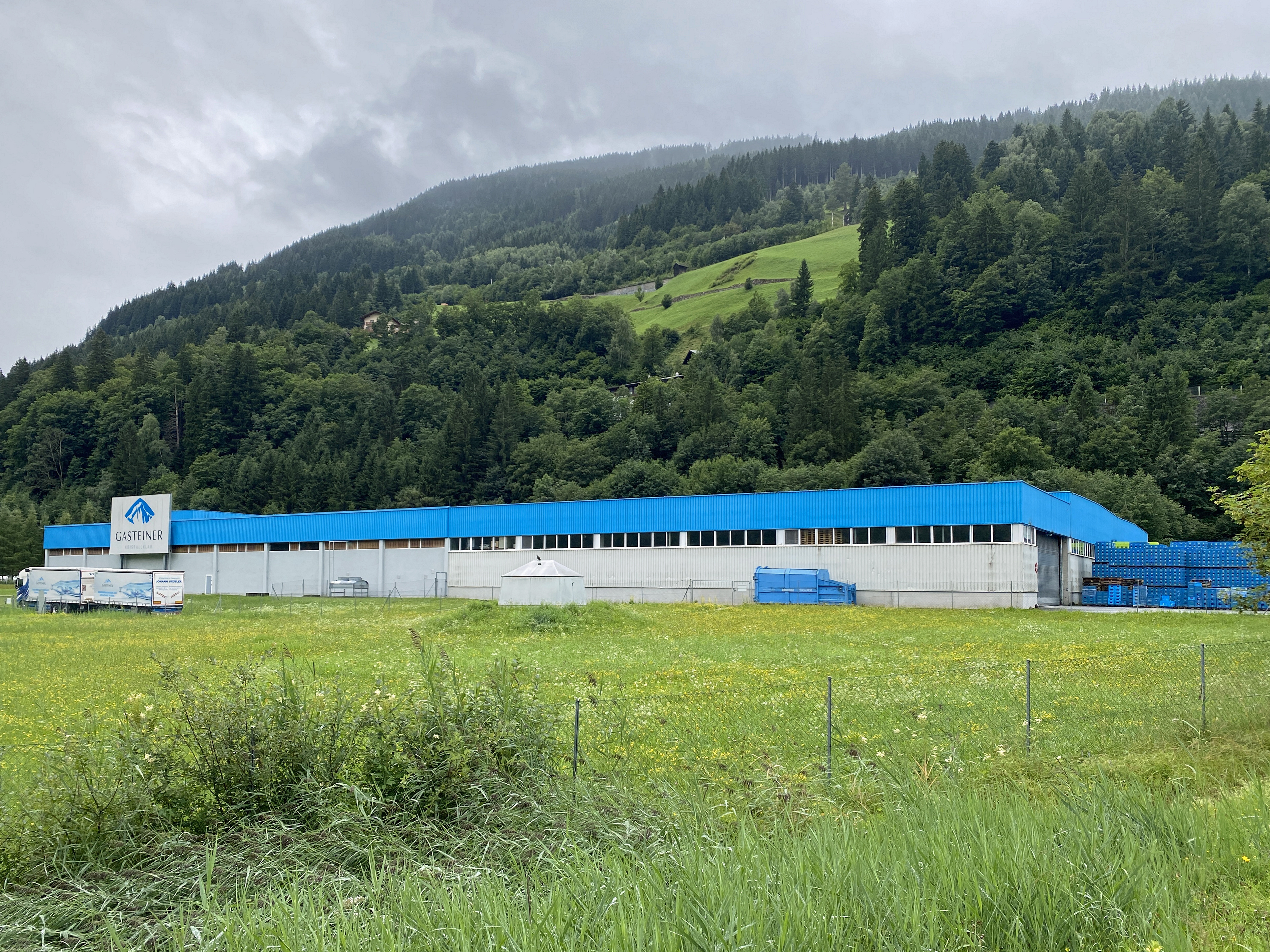
Firmengelände Gasteiner Mineralwasser in Bad Gastein

Gasteiner Mineralwasser ist eine Mineralwassermarke aus Österreich. 2008 war das Unternehmen viertgrößter Mineralwasserproduzent des Landes. Abgefüllt und vertrieben wird es seit 1929 von der Gasteiner Mineralwasser GmbH in Bad Gastein, die heute zur S. Spitz GmbH gehört.

## Geschichte
Den ersten Versuch einer kommerziellen Vertreibung des Gasteiner Heilwassers unternahm Alois Windischbauer im Jahr 1887. Im Jahr 1912 kaufte die Gemeinde Bad Gastein die Heilquellen von den Habsburgern zurück und versuchte ab 1919 ihrerseits einen wirtschaftlichen Erlös aus dem Vertrieb des Wassers zu erzielen. In diesem Jahr gründeten Viktor Sedlacek vom Grand Hotel de l’Europe, der langjährige Bürgermeister Carl Straubinger, der Hotelier Weismayr, der Mineralwassergroßhändler Moritz Eisenberger sowie namhafte Vertreter aus Stadt und Land Salzburg eine Gesellschaft zur Abfüllung und zum Vertrieb des Gasteiner Wassers. Das Wasser wurde damals in 1,5 Liter Weinflaschen abgefüllt, die händisch mit einem Korkstoppel verschlossen wurden. Nach nur wenigen Jahren wurde diese Firma in die Aktiengesellschaft Badgasteiner Thermalwasser AG umgewandelt, die 1923/24 die erste sogenannte „Füllstätte“ am Bahnhofsplateau errichtete, aber im Zuge der Weltwirtschaftskrise 1929 in Konkurs ging. Die industrielle Vertreibung des vorerst noch als Tafelwasser titulierten Wassers setzte also erst 1929 mit der Gründung der Gasteiner Mineralwasser Gesellschaft ein. Seit diesem Jahr wird das Thermalwasser in Flaschen gefüllt in ganz Österreich verkauft. 1929 übernahm die damalige Österreichische Brau AG das Unternehmen.
Die Produktions- und Abfüllmenge hielt sich bis zum Ende der 1970er Jahre auf Grund des relativ kleines Betriebsstandortes im Ortszentrum in Grenzen und konnte erst mit dem Bau einer neuen Produktions- und Betriebsgebäudes am Erlengrund vervielfacht werden. Heute verfügt die Gasteiner Mineralwasser GmbH über ein modernes Abfüllsystem mit einer Kapazität von 500.000 abgefüllten Flaschen pro Tag. Jährlich werden an dem Standort in Gastein rund 55 Millionen Flaschen produziert und vertrieben.
Im Oktober 2007 erwarb die S. Spitz GmbH 51 % und die Brau Union Österreich AG 49 % der Gasteiner Mineralwasser Gesellschaft m.b.H. Seit 1. Jänner 2019 befindet sich das Unternehmen in ganzheitlichen Besitz der Fa. Spitz GmbH.

## Sortiment
Ab 1997 wurde Gasteiner Mineralwasser analog den Produktbezeichnungen mit und ohne Kohlensäure angeboten. 2001 erfolgte die Einführung einer minder mit Kohlensäure angereicherten Sorte mit dem Namen Gasteiner Mild und die Umbenennung der beiden bestehenden Sorten. Das Mineralwasser wird heute in den Sorten Sparkling, Mild und Natur in der 1,5-l, der 0,5-l PET-Leichtflasche sowie in der 0,25-l-, 0,33-l-, 0,75-l und 1-l-Mehrweg-Glasflasche angeboten.
2004 kamen die Near-Water-Getränke Gasteiner Elements in den Geschmackssorten Quitte mit Bergkräutern und Preiselbeere mit Alpenkräutern auf den Markt. 2006 stand die Einführung einer dritten Sorte in der Geschmacksrichtung Stachelbeere bevor. Die Near-Water Getränke werden in der 1,0 l und der 0,5-l PET Leichtflasche angeboten. Gasteiner Elements in der 0,33 l Kristallflasche wird nur über die Gastronomie vertrieben.

## Mineralstoffe
Auf Grund der vom Unternehmen veröffentlichten Analyseergebnisse ist der Gehalt an gelösten Mineralstoffe von insgesamt 206 mg/L gemäß der österreichischen Mineralwasser- und Quellwasserverordnung als "sehr niedrig mineralisiert" und als "Natriumarm" zu bezeichnen.

## Wirtschaftliche Bedeutung
In Österreich zählt laut einer Erhebung des Meinungsforschungsinstitutes Spectra Gasteiner mit einem Bekanntheitsgrad von 95 % zu den drei imagestärksten Mineralwassermarken und hat am österreichischen Mineralwassermarkt einen Anteil von ca. 7 %. Alle Sorten des Gasteiner Mineralwassers und der Near-Water-Getränke werden sowohl im Lebensmittelhandel als auch in der Gastronomie verkauft. „Gasteiner Natur“ gilt mit einem Marktanteil von 34 % im Segment kohlensäurefreier Mineralwässer nach Angaben des Unternehmens als Marktführer in der österreichischen Gastronomie.
Im Geschäftsjahr 2003 verkaufte Gasteiner 46,7 Mio. Liter Mineralwasser in der Gastronomie und im Lebensmittelhandel, 2004 setzte der Betrieb über die Vertriebsschienen Lebensmittelhandel, Gastronomie und Convenience 41,2 Mio. Liter Gasteiner Mineralwasser sowie Gasteiner Elements ab. Der Jahresausstoß betrug im Jahre 2009 36,2 Millionen Liter. Exportiert wird in den Ländern Deutschland, Russland und der Slowakei.
Die Gasteiner Mineralwasser GmbH ist Partner des Nationalpark Hohe Tauern, Sponsor verschiedener Sportarten und offizieller Mineralwasserlieferant des Alpinen Skiweltcups.